# リズソフト
リズソフト（Lizsoft）は、日本の同人ゲームサークルである。代表者はMEL。

## 概要
2001年9月5日にメルケンソフトとして設立、同時にデビュー作『みならい魔法使いフワルの冒険（未完版）』を発表した。2007年1月28日に名称を現在のリズソフトへと変更した。
主にWindowsパソコン用ゲームを開発、一部が遊べる「未完版」または「体験版」をフリーウェアとして無料ダウンロードサイト、完成した「製品版」をシェアウェアとしてダウンロード販売サイトにて公開する。また、ベクターではアクセス メディア インターナショナル株式会社を通じ商業ソフトウェアと同じ「プロレジ」決済に対応する。
ゲームデザイン、プログラミング、グラフィック、BGM作曲・編曲といったゲーム根幹部の製作を1人で行う個人サークルなので作品の開発期間は長いが、いずれの作品もベクターや窓の杜では高く評価され、「テックウィンDVD」など主にフリーウェアの同人ゲームを扱う雑誌にもしばしば取り上げられる。第1作『みならい魔法使いフワルの冒険』がDLsite.com2003年年間売り上げ1位、
第2作『ふしぎな森のポコラ』が「FREE GAME AWARDS 2004」入賞や「2004年 窓の杜大賞」ノミネート、第3作（リズソフト名義では初作）『フォーチュンサモナーズ 〜アルチェの精霊石〜』が「第12回ベクタープロレジ大賞」ゲーム部門賞受賞といった実績を持つ。

## 作品共通の特徴
発表されるゲームはいずれもアクションゲームかそれに類する内容で、子どもらしい容貌や性格付けを施された少女を主人公（プレイヤーキャラクター）とし、全体にパステルカラーで彩られた明るい雰囲気を持つ。2Dドット絵によるキャラクターが表情豊かな動作をし、文章には丁寧に読み仮名が付され、キャラクターの衣服の配色を変更できるなどオマケ要素が多いなどの特徴を持つ一方、見た目に反して難易度は低くない。作品に共通するコンセプトは「大人からお子さんまで安心して楽しめる作品」である。

## ゲーム作品
- みならい魔法使いフワルの冒険
- ふしぎな森のポコラ
- フォーチュンサモナーズ 〜アルチェの精霊石〜